# Campionati del mondo di atletica leggera indoor 2010 - Salto con l'asta maschile
Il salto con l'asta maschile si è tenuto il 12 e il 13 marzo 2010. I 18 atleti, per qualificarsi, dovevano aver superato 5,70 m.

## Risultati

### Qualificazione
Si qualifica alla finale chi supera 5,75 m oppure rientra nei primi 8.
| Pos | Nome                   | Nazione       | 5.30 | 5.45 | 5.60 | Ris  | Note   |
| --- | ---------------------- | ------------- | ---- | ---- | ---- | ---- | ------ |
| 1   | Steven Hooker          | Australia     | -    | -    | o    | 5.60 | q      |
| 1   | Michal Balner          | Rep. Ceca     | -    | o    | o    | 5.60 | q      |
| 1   | Konstadínos Filippídis | Grecia        | o    | o    | o    | 5.60 | q      |
| 1   | Derek Miles            | Stati Uniti   | -    | o    | o    | 5.60 | q      |
| 5   | Malte Mohr             | Germania      | -    | xo   | o    | 5.60 | q      |
| 6   | Dmitry Starodubtsev    | Russia        | o    | -    | xo   | 5.60 | q      |
| 7   | Alexander Straub       | Germania      | -    | xo   | xo   | 5.60 | q      |
| 8   | Łukasz Michalski       | Polonia       | xxo  | -    | xo   | 5.60 | q      |
| 9   | Steven Lewis           | Gran Bretagna | xo   | xxo  | xxo  | 5.60 | q      |
| 10  | Renaud Lavillenie      | Francia       | -    | o    | xxx  | 5.45 |        |
| 10  | Giuseppe Gibilisco     | Italia        | -    | o    | xxx  | 5.45 |        |
| 10  | Kim Yoo-Suk            | Corea del Sud | o    | o    | xxx  | 5.45 |        |
| 13  | Aleksandr Gripich      | Russia        | xo   | o    | xxx  | 5.45 |        |
| DQ  | Kevin Rans             | Belgio        | -    | xo   | xxx  | 5.45 | Doping |
| 14  | Maksym Mazuryk         | Ucraina       | o    | xo   | xxx  | 5.45 |        |
| 14  | Timothy Mack           | Stati Uniti   | -    | xo   | xxx  | 5.45 |        |
| 16  | Yang Yansheng          | Cina          | o    | xxx  |      | 5.30 |        |
| 17  | Spas Bukhalov          | Bulgaria      | xxo  | xxx  |      | 5.30 | SB     |
| 17  | Damiel Dossévi         | Francia       | xxo  | xxx  |      | 5.30 |        |

### Finale
| Pos | Nome                   | Nazione       | 5.45 | 5.55 | 5.65 | 5.70 | 5.75 | 5.80 | 5.85 | 6.01 | 6.16 | Ris  | Note   |
| --- | ---------------------- | ------------- | ---- | ---- | ---- | ---- | ---- | ---- | ---- | ---- | ---- | ---- | ------ |
|     | Steven Hooker          | Australia     | -    | -    | -    | o    | -    | o    | -    | xxo  | xxx  | 6.01 | CR, WL |
|     | Malte Mohr             | Germania      | -    | o    | -    | xo   | -    | -    | xxx  |      |      | 5.70 |        |
|     | Alexander Straub       | Germania      | o    | -    | o    | xxx  |      |      |      |      |      | 5.65 |        |
| 4   | Konstadínos Filippídis | Grecia        | o    | o    | xxo  | xxx  |      |      |      |      |      | 5.65 |        |
| 4   | Derek Miles            | Stati Uniti   | o    | -    | xxo  | xxx  |      |      |      |      |      | 5.65 |        |
| 6   | Michal Balner          | Rep. Ceca     | o    | -    | xxx  |      |      |      |      |      |      | 5.45 |        |
| 6   | Dmitry Starodubtsev    | Russia        | o    | -    | xxx  |      |      |      |      |      |      | 5.45 |        |
| 6   | Steven Lewis           | Gran Bretagna | o    | -    | xxx  |      |      |      |      |      |      | 5.45 |        |
| 9   | Łukasz Michalski       | Polonia       | xo   | -    | xxx  |      |      |      |      |      |      | 5.45 |        |